# Cichlasoma sanctifranciscense
Cichlasoma sanctifranciscense és una espècie de peix de la família dels cíclids i de l'ordre dels perciformes.

## Morfologia
Els mascles poden assolir els 7,9 cm de longitud total.

## Distribució geogràfica
Es troba a les conques dels rius São Francisco, Parnaíba i Capivara (Brasil).